# Телфорд і Рекін

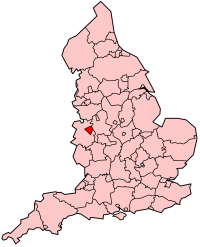
Унітарна одиниця на мапі Англії

Те́лфорд і Ре́кін (англ. Telford and Wrekin) — унітарна одиниця Англії зі статусом району, у регіоні Вест-Мідлендс.

## Історія
Район був створений 1974 року під назвою Рекін (англ. The Wrekin) як район неметропольного графства Шропшир.
1 квітня 1998 року район був перетворений в унітарну одиницю, що не підпорядковується раді графства Шропшир. Унітарна одиниця, тим не менш, входить до складу церемоніального графства Шропшир.
2000 року Телфорд і Рекін претендував на отримання статусу «сіті», але невдало. З 2002 року має статус району.

## Географія
Район займає площу 290 км² і межує з церемоніальним неметропольним графством Стаффордшир, проте в основному оточений неметропольним графством Шропшир. Відповідно до закону «Про місцеве самоврядування» від 1972 року до складу унітарної одиниці входять території міських районів Доулі, Мейделі, Оукенгейтс і Веллінгтон, сільського району Веллінгтон і частина приходу Шіфнол міського району Шіфнол.

## Спорт
У місті Телфорд базується футбольний клуб «Телфорд Юнайтед», який в сезоні 2012—2013 виступає у Північній Конференції. Команда приймає суперників на стадіоні «Нью Бакс Гед» (6 300 глядачів).